# Crinipus pictipes
Crinipus pictipes is een vlinder uit de familie wespvlinders (Sesiidae), onderfamilie Sesiinae.
Crinipus pictipes is voor het eerst wetenschappelijk beschreven door Hampson in 1919. De soort komt voor in het Afrotropisch gebied.